# Скромность

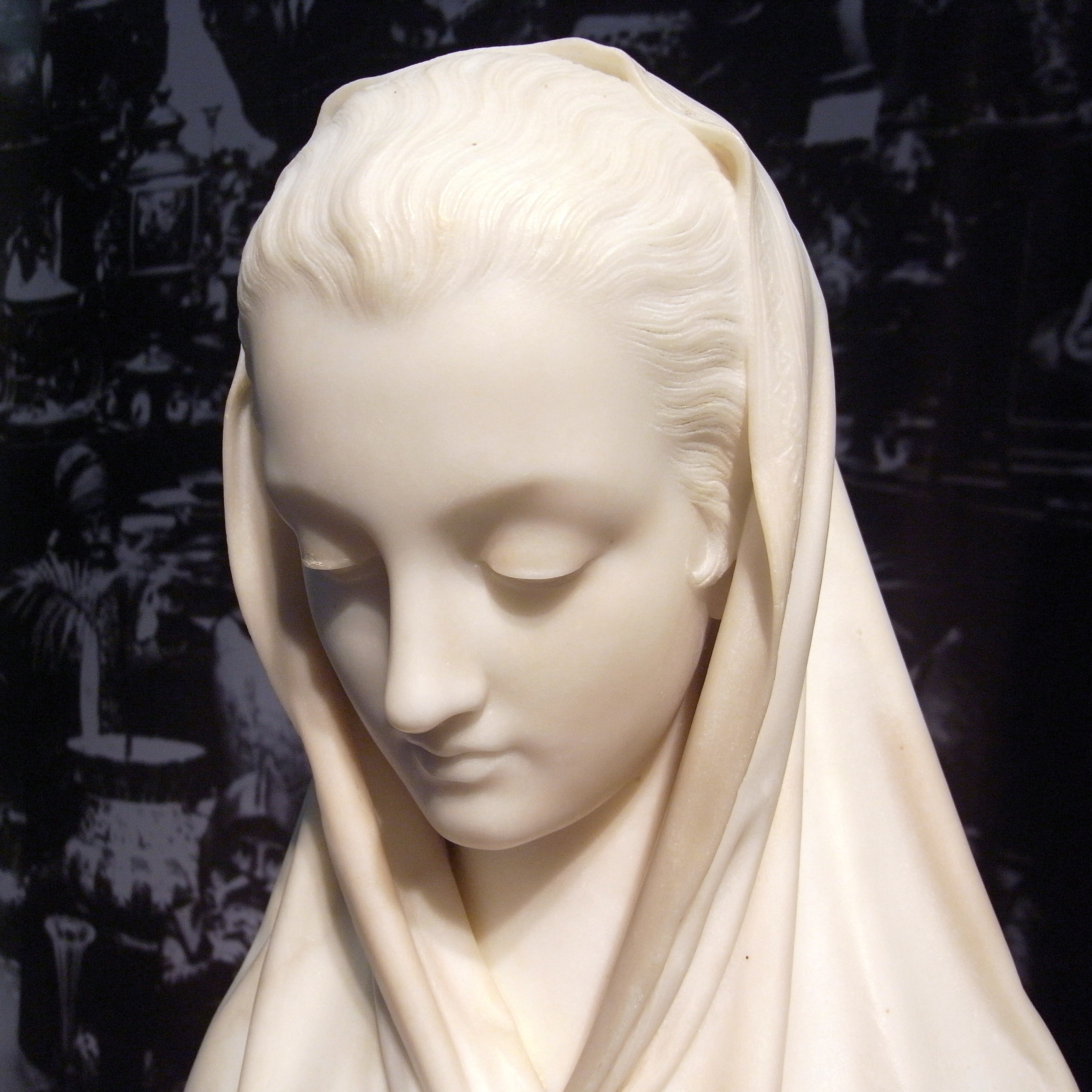
Скульптура «Скромность», 1866 год, мрамор. Джозуэ Ардженти (1819—1901). Глазго, Художественная галерея и музей Келвингроув

Скро́мность — морально-психологическая категория, характеризующаяся осознанием человеком собственной незначительности, нежеланием привлекать к себе внимания, не стремлением к выгоде, власти и почестям и не признанием за собой никаких исключительных достоинств или особых прав. При этом скромный человек добровольно подчиняет себя требованиям общественной дисциплины, ограничивает свои собственные потребности соответственно существующим в данном обществе материальным условиям, относится ко всем людям с уважением, проявляет необходимую терпимость к мелким недостаткам людей, если эти недостатки затрагивают лишь его собственные интересы, и одновременно критически относится к своим собственным заслугам и недостаткам.
Скромность является формой осознания личностью своих обязанностей перед обществом и окружающими людьми, потому скромный человек и не придаёт особого значения своим положительным качествам, поскольку считает их для себя совершенно естественными и обязательными. Скромность является неотъемлемым аспектом культуры межличностных отношений, который проявляется в способности человека быть самим собой, не исполняя не свойственных ему (чужих) ролей: такая скромность является признаком уважения к себе и другим, способствует гармоничному развитию личности и общества.
Скромность может проявляться в различных сферах жизни, таких как поведение, речь, одежда, образ жизни и т. д. Скромность означает естественность поведения, отсутствие надуманности. Скромность тесно связана с простотой, сдержанностью, непритязательностью, отсутствием излишеств, бережливостью — принятыми в обществе нормами этикета.
В положительной коннотации скромность противопоставляется таким личностным качествам, как «жажда славы», «высокомерие», «несдержанность», «жадность» или «лицемерие». В ироничном (уничижительном) тоне о скромности говорится в таких выражениях, как «скромное достижение», «наделенный скромным интеллектом», «происходящий из скромных условий жизни»; также с самоиронией (самоуничижением) говорят о «моей скромной доле» (то есть маленькой доле в чём-либо), «моём скромном мнении», «моём скромном вкладе (подарке/пожертвовании)» и т. п.
Нарочитая (показная) скромность называется ханжеством; чрезмерная же нескромность — эксгибиционизмом.

## Этимология
Суффиксное производное от прилагательного скромный, далее от праславянского *krom, родств. также белорусского скромíць «успокаивать», чешского, словацкого skromný «скромный», польского skromny — то же. Также: кро́мы (множественное число) «ткацкий станок», которое связано с древневерхненемецким (h)rama «рама, станина»; первоначально скромный — «тот, кто держится в рамках, сдержанный».
Предполагают заимствование русского слова из польского, поскольку это слово отсутствует в древнерусском, сербохорватском и словенском. Этимолог Урбанчик исходит из чешского skrovný «скромный, умеренный; незначительный, скудный», первоначально «немногочисленный, маленький», как источника этих слов (последнее связано с крыть).

## Скромность в образе жизни
Скромность в образе жизни характеризуется умеренностью в удовлетворении своих потребностей и желаний. Скромный человек не увлекается роскошью, дорогой едой и напитками, не стремится к богатству и власти. Он предпочитает простой и скромный образ жизни, не нагружая себя излишними расходами и стремясь к духовному развитию и самосовершенствованию.
Скромность в поведении заключается в умении не привлекать внимания к себе, не выделяться из толпы, вести себя сдержанно и уважительно по отношению к другим людям. Скромный человек избегает показной наглости, невоспитанности и грубости, не стремится стать центром внимания и не проявляет самодовольства.
Скромность в речи характеризуется сдержанностью и вежливостью. Скромный человек не любит хвалиться своими достижениями, не завышает своего достоинства и не позволяет себе оскорбительных высказываний в адрес других людей. Он умеет слушать и уважать мнение других, не прерывая их и не навязывая собственную точку зрения.

## Скромность в одежде и обнажении тела

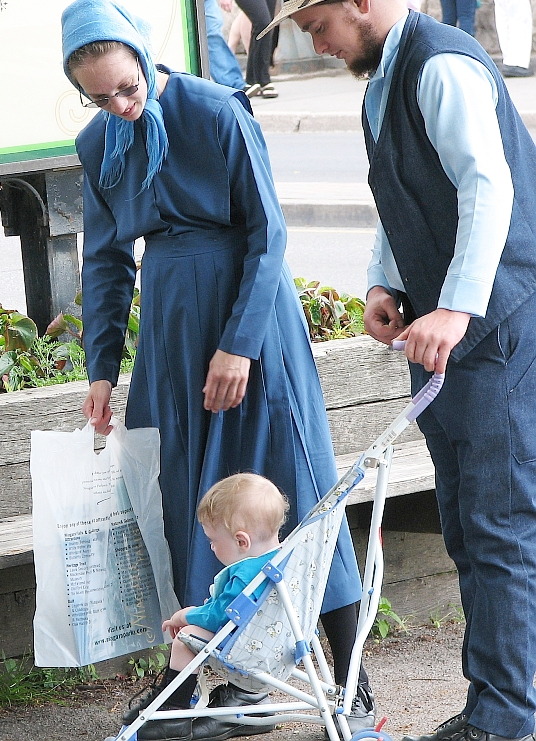
Скромные люди. Семья амишей в Канаде, в районе Ниагарского водопада

Скромность в одежде заключается в соблюдении норм приличия и умеренности в выборе одежды. Скромный человек избегает ярких, броских и вызывающих нарядов, предпочитая классические и нейтральные цвета. Он не стремится привлекать внимание своей одеждой, а скорее стремится выглядеть уважительно и соответствующим обстановке.

## Скромность в культуре и мировых религиях
Скромность в культуре является одной из основных ценностей многих религий и философских учений. В христианстве, например, скромность считается одной из главных добродетелей, противоположных гордости и самомнению. В буддизме скромность является одним из основных принципов этики и морали, направленных на гармоничное развитие личности и общества.

### В Исламе
В Исламе скромность — это красота. «Но скромность — красота их. Бог слышит и знает» (сура 24.59)

## Скромность в современном мире
В современном мире скромность не всегда ценится и почитается, как в прошлом. Многие люди стремятся к успеху, богатству и власти, не задумываясь о скромности в своих поступках. Однако, скромность все еще остается важной ценностью, которая способствует гармоничному развитию личности и общества.

## Психология скромности
Скромность может иметь разные мотивы: как последовательное человеческое отношение к жизни, она может возникнуть из смирения, по религиозным соображениям или как личный вклад в защиту окружающей среды. Добровольное, самоограничивающее отсутствие потребности оно может характеризовать характер личности, делающей себя независимой от материальных благ, не полагающейся на излишнюю роскошь и ориентирующей свой смысл на нематериальные задачи и ценности. В отличие от религиозной скромности она возникает из этической мотивации.
Однако скромность может также представлять собой реакцию на материальные ограничения, когда люди внутренне принимают (на данный момент) недостаток, которому они подвергаются. Психосоматик Рудольф Клюсман указал на возможность того, что жадность можно предотвратить посредством «чрезмерной скромности» с помощью формирования психологической реакции.

## В астрономии
В честь скромности назван астероид (370) Модестия, открытый в 1893 году.